# Scopula perlata
Scopula perlata är en fjärilsart som beskrevs av Walker 1861. Scopula perlata ingår i släktet Scopula och familjen mätare. Inga underarter finns listade.